# سلالة جين الحاكمة

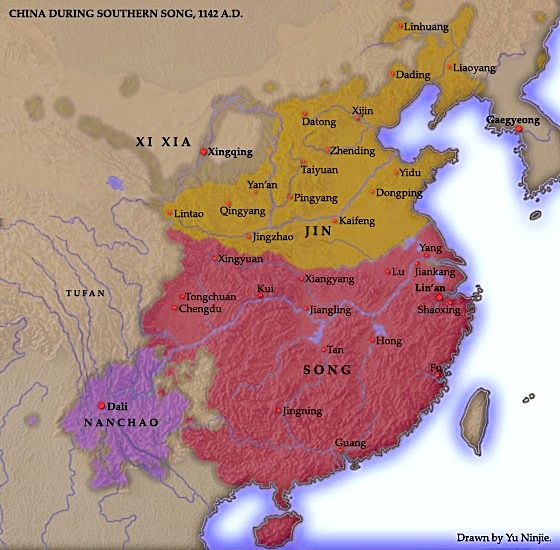
خريطة لحكم أسرة جين باللون الأصفر, في حين حكمت أسرة سونج الأراضي باللون الأحمر

تأسست اسرة جين في ما سيصبح شمال منشوريا من قبائل الجورشن chieftan Wányán Āgǔdǎ (完颜 阿骨打) عام 1115. في 1125، وتمكنت من سحق اسرة لياو الذي سيطروا على شمال الصين، بما في ذلك منشوريا وجزء من المنطقة المغولي لعدة قرون. في نفس الوقت، تقدمت مملكة جين بعدة اقتراحات لمملكة كوريو الكورية، والتي رفضها الإمبراطور ييجونج. بحلول 9 يناير 1127، نهبت قوات الجين مدينة كايفنغ، عاصمة اسرة سونغ الشمالية، واستولت على كل من الإمبراطور شينزنغ، ووالده، الإمبراطور هويزونج، الذي كان قد تنازل عن العرش في حالة ذعر في مواجهة قوى جين في ما عرف بحروب جين سونغ. بعد سقوط كايفنغ، واصلت قوات سونغ، تحت قيادة لخليفة لأسرة سونغ الجنوبية، استكملوا الكفاح لأكثر من عقد مع قوات الجين، في نهاية المطاف تم التوقيع على معاهدة شاوشينغ في 1141، التي دعت إلى تسليم جميع الأراضي، شمال نهر هواي لمملكة جين وتنفيذ الإعدام العام للقائد يوي فاي في مقابل السلام.
استمرت سلالة جين، المعروفة رسميًا باسم جين العظيم، من 1115 إلى 1234 باعتبارها إحدى آخر السلالات في تاريخ الصين التي سبقت الغزو المغولي للصين. يُكتب اسمها أحيانًا كين أو جورشن جين أو Jinn باللغة الإنجليزية لتمييزها عن سلالة Jìn السابقة في الصين التي يتطابق اسمها عند نسخه بدون علامات التشكيل في نظام هانيو بينين للغة الصينية القياسية. يطلق عليها أحيانًا سلالة جورشين أو جورشن جين، لأن زعيمها المؤسس أغودا (حكم 1115-1123) كان من أصل جورشن وانيان.
انبثقت سلالة جين من تمرد تايزو ضد سلالة لياو (916-1125)، التي كانت تسيطر على شمال الصين حتى قادت سلالة جين الوليدة سلالة لياو إلى المناطق الغربية، إذ أصبحوا يعرفون باسم لياو الغربية. بعد هزيمة سلالة لياو، شن جين الجورشن حملة استمرت قرنًا ضد سلالة سونغ الصينية (960–1279)، التي كان مقرها في جنوب الصين. على مدار فترة حكمهم، تكيف جين الجورشنز بسرعة مع العادات الصينية، و حصنوا سور الصين العظيم ضد المغول الصاعدين. محليًا، أشرفت سلالة جين على عدد من التطورات الثقافية، مثل إحياء الكونفوشيوسية.
بعد أن أمضوا قرونًا تابعين لسلالة جين، غزا المغول تحت قيادة جنكيز خان عام 1211 وأوقعوا هزائم كارثية على جيوش سلالة جين. بعد العديد من الهزائم والثورات والانشقاقات والانقلابات، استسلمت سلالة جين للغزو المغولي بعد 23 عامًا في عام 1234.

## الاسم
عُرفت سلالة جين رسميًا باسم جين العظيم في ذلك الوقت. علاوة على ذلك، أشار أباطرة جين إلى دولتهم على أنها الصين، زهونغو، تمامًا مثل بعض السلالات الأخرى غير الهانية. وسع الحكام من غير الهان تعريف الصين ليشمل الشعوب غير الهانية بالإضافة إلى شعب الهان كلما حكموا الصين. تشير وثائق سلالة جين إلى أن استخدام الأسر الحاكمة للصين للإشارة إلى أنفسهم بدأ في وقت أبكر مما كان يُعتقد سابقًا.

## التاريخ

### الأصل
بحلول القرن الحادي عشر، أصبح الجورشين تابعين لحكام الخيتان في سلالة لياو. كان الجورشن في منطقة نهر يالو من روافد مملكة كوريو منذ عهد وانغ جيون، الذي دعاهم خلال حروب الممالك الثلاث اللاحقة، لكن الجورشن غيروا ولائهم بين لياو وكوريو عدة مرات للانتفاع. عرضوا الولاء لكل من البلاطين بدافع الضرورة السياسية وجذب الفوائد المادية.
كان أحد أسباب تمرد الجورشن وسقوط سلالة لياو هو عادة اغتصاب نساء الجورشن المتزوجات وفتيات الجورشن من قبل مبعوثين من الخيتان، ما أثار استياء الجورشن. لم تكن عادة ممارسة الجنس مع فتيات غير متزوجات من قبل الخيتان في حد ذاتها مشكلة، إذ عومل البغايا الضيفات من الجورشن من قبل الجورشن المضيفين. كانت ممارسة دعارة الضيوف -إعطاء المرافقات والطعام والمأوى للضيوف- شائعة بين الجورشين. وُفرت بنات غير متزوجات من عائلات جورشن من الطبقات الدنيا والمتوسطة في قرى جورشن إلى رسل الخيتان لممارسة الجنس، كما يفيد هونغ هاو. كان مبعوثو سونغ بين أفراد الجين يستمتعون بالمثل بالفتيات المغنيات في غايد، هينان. لا يوجد دليل أن دعارة الضيوف لفتيات الجورشن غير المتزوجات لرجال خيطان قد استاء منها الجورشن. فقط عندما أجبر الخيتانيون العائلات الأرستقراطية في الجورشن على التخلي عن زوجاتهم الجميلات كعاهرات مضيفات لرسل الخيتان، استاء الجورشن. يشير هذا إلى أنه في الطبقات العليا للجورشن، كان للزوج فقط الحق في زوجته المتزوجة بينما بين الطبقة الدنيا من الجورشن، لم تمنع عذرية الفتيات غير المتزوجات وممارسة الجنس مع رجال خيطان قدرتهم على الزواج لاحقًا.

### أغودا وانيان
أنشِئت سلالة جين في جيلين وهيلونغجيانغ الحالية على يد زعيم قبيلة جورشن أغودا في عام 1115. وفقًا للتراث، كان أغودا من سلالة هانبو. اعتمد أغودا مصطلح الذهب كاسم لدولته، وهو نفسه ترجمة لنهر أنشوهو، الذي يعني ذهبي في جورشن. كان هذا النهر المعروف بالصينية باسم ألاشوك أحد روافد نهر سونغهوا شرق هاربين. كان حكام الجورشن الأوائل هم سلالة لياو بقيادة الخيتان، الذين كانوا مسيطرين على شمال وشمال شرق الصين ومنغوليا الحديثة لعدة قرون. انتحرت أميرات سونغ لتجنب الاغتصاب أو قُتلن لمقاومتهن الاغتصاب من قبل الجين. في عام 1121، دخل الجورشن في التحالف الذي تم أجري في البحر مع أسرة سونغ الشمالية بقيادة هان الصينية ووافقوا على الغزو المشترك لسلالة لياو. بينما تعثرت جيوش سونغ، نجح الجورشن في دفع سلالة لياو إلى آسيا الوسطى. في عام 1125، بعد وفاة أغودا، كسرت أسرة جين تحالفها مع سلالة سونغ وغزت شمال الصين. عندما استعادت أسرة سونغ الجزء الجنوبي من سلالة لياو حيث كان يعيش الهان الصينيون، فقد قاوموا بشدة السكان الصينيون الهان هناك الذين كانوا سابقًا تحت حكم سلالة لياو، بينما عندما غزا الجورشن تلك المنطقة، لم يعارض الهان الصينيون على الإطلاق وسلموا العاصمة الجنوبية (بكين الحالية، التي كانت تعرف آنذاك باسم يانجينغ) لهم. دُعم الجورشن من قبل عشائر الهان النبيلة المناهضة لسلالة سونغ ومقرهم بكين. كان الهان الصينيون الذين عملوا مع سلالة لياو يعتبرون معادين من قبل سلالة سونغ. انشقت سلالة سونغ من الصينيين الهان أيضًا لتنضم إلى سلالة جين. كان أحد الأخطاء الفادحة التي ارتكبتها سلالة سونغ خلال هذا الهجوم المشترك هو إزالة الغابة الدفاعية التي بنتها في الأصل على طول حدود سونغ-لياو. بسبب إزالة هذا الحاجز الطبيعي، في عام 1126-1127، سار جيش جين بسرعة عبر سهل شمال الصين إلى بيانجين (كايفنغ الحالية). في 9 يناير 1127، نهب الجورشن كايفنغ، عاصمة سلالة سونغ الشمالية، واستولوا على كل من الإمبراطور كيزونغ ووالده، الإمبراطور هويزونغ، الذي تنازل في حالة من الذعر في مواجهة غزو سلالة جين. بعد سقوط بيانجينغ، استمرت سلالة سونغ الجنوبية اللاحقة في محاربة سلالة جين لأكثر من عقد، ووقعت في النهاية معاهدة شاوشينغ عام 1141، والتي دعت إلى التنازل عن جميع أقاليم سونغ شمال نهر هواي لسلالة جين و إعدام الجنرال سونغ يوي في مقابل السلام. صودق على معاهدة السلام رسميًا في 11 أكتوبر 1142 عندما زار مبعوث سلالة جين بلاط سلالة سونغ.
بعد غزو كايفنغ واحتلال شمال الصين، اختارت سلالة جين الأرض فيما بعد عن عمد كعنصر لسلالتهم والأصفر لونًا ملكيًا. وفقًا لنظرية العناصر الخمسة (ووكسينغ)، فإن عنصر الأرض يتبع النار، العنصر الأسري لسلالة سونغ، في تسلسل الخلق الأولي. لذلك، تُظهر هذه الخطوة الأيديولوجية أن سلالة جين اعتبرت أن عهد سونغ للصين قد انتهى رسميًا وأنهم هم أنفسهم الحاكم الشرعي للصين.